# Cykl ornitynowy
Cykl ornitynowy, cykl mocznikowy, mocznikowy cykl Krebsa – cykl metaboliczny trzech aminokwasów: ornityny, cytruliny i argininy, w wyniku którego z amoniaku, dwutlenku węgla i asparaginianu powstaje mocznik.
Na powstawanie mocznika w organizmach zwierzęcych po raz pierwszy zwrócił uwagę Marceli Nencki, natomiast przebieg jego syntezy (powstawania) przedstawił Hans A. Krebs i Kurt Henseleit w 1932 roku.

## Przemiany poprzedzające cykl
Reakcje zużywania aminokwasów rozpoczynają się od odłączenia grupy aminowej w procesie deaminacji. Produktami tych reakcji są łańcuchy węglowe (tzw. ketokwasy) oraz jon amonowy. W komórkach człowieka łańcuchy węglowe po przemianach mogą być włączone w glikolizę lub do cyklu Krebsa. Jon amonowy jest silnie toksyczny. W organizmie człowieka jest więc szybko przekształcany w substancję mniej toksyczną i dobrze rozpuszczalną w wodzie – mocznik. W ciągu doby człowiek wydala średnio kilkanaście gramów mocznika w postaci stężonego moczu.
W rzeczywistości w komórkach zużycie większości aminokwasów rozpoczyna się od przeniesienia reszty aminowej (-NH2) (reakcja transaminacji) z rozkładanego aminokwasu na jedną z czterech cząsteczek: α-ketoglutaran (α-KG), glutaminian, szczawiooctan lub pirogronian. Ta pierwsza przekształca się wówczas w glutaminian, druga w glutaminę, trzecia w asparaginian, czwarta zaś w alaninę. Aminokwasy te są wydzielane do krwi i wędrują do wątroby. W komórkach wątroby alanina i asparaginian ulegają transaminacji i ich grupy aminowe są przenoszone na α-ketoglutaran z wytworzeniem glutaminianu lub na glutaminian z wytworzeniem glutaminy. Glutaminian ulega deaminacji, glutamina deamidacji (enzym glutaminaza), a powstający jon amonowy natychmiast przetwarzany jest w karbamoilofosforan. Ten z kolei włączany jest do cyklu mocznikowego (ornitynowego).

## Przebieg cyklu

Cykl mocznikowy w mitochondrium (1 → 3) i cytoplazmie (pozostałe etapy): 1 – ornityna, 2 – karbamoilofosforan, 3 – cytrulina, 4 – argininobursztynian, 5 – fumaran, 6 – arginina, 7 – mocznik
L-Asp L-kwas asparaginowy, CPS-1 – syntetaza karbamoilofosforanowa I, OTC – karbamoilotransferaza ornitynowa, ASS – syntetaza argininobursztynianowa, ASL – liaza argininobursztynianowa, ARG1 – arginaza 1

Cykl przebiega w mitochondriach (gdzie sprzężony jest z cyklem Krebsa przez łańcuch oddechowy i ATP oraz fumaran i asparaginian) i cytoplazmie komórek wątroby (hepatocytów). Wymaga dostarczenia energii w postaci 3 cząsteczek ATP (2 cząsteczki do syntezy karbamoilofosforanu, 1 do syntezy argininobursztynianu), a jego głównym produktem końcowym jest mocznik.
Ogólnie sumarycznie cykl można zapisać jako:
NH3 + CO2 + asparaginian + 2H2O + 3ATP → mocznik + fumaran + 2ADP + 2Pi + AMP + PPi
Do cyklu wprowadzany jest karbamoilofosforan powstały z amoniaku i dwutlenku węgla. Karbamoilotransferaza ornitynowa (EC 2.1.3.3) katalizuje reakcje przeniesienia grupy karbamoilowej z karbamoilofosforanu na ornitynę, w wyniku czego powstaje cytrulina. Syntetaza argininobursztynianowa katalizuje reakcje powstania argininobursztynianu. Liaza argininobursztynianowa katalizuje reakcje powstania argininy i fumaranu. Arginaza katalizuje reakcje powstania ornityny i mocznika.

## Dalszy transport azotu
Mocznik z krwią wędruje do nerek, gdzie jest filtrowany i wydalany. Tak więc nadmiar azotu z aminokwasów jest usuwany przez cykl ornitynowy. Inaczej przedstawia się rozkład nadwyżki zasad azotowych. W komórkach człowieka puryny przekształcane są w kwas moczowy, pirymidyny natomiast są rozkładane do mniejszych cząsteczek, które następnie są włączane do szlaków podstawowych.